# Сысоев, Евгений Евгеньевич
Евге́ний Евге́ньевич Сысо́ев (3 мая 1974) — туркменский футболист.

## Биография
В 1994—1999 выступал за «Копетдаг» в чемпионате Туркменистана, несколько раз становился чемпионом страны. В 2000—2002 играл за «Нису», снова был чемпионом страны.
8 июня 1993 дебютировал за сборную Туркменистана в товарищеском матче против Ирана. Участник финального турнира Азиатских Игр-94.
В 1996 году получил тяжелую травму колена, был неудачно прооперирован в Центральном институте травматологии и ортопедии (Москва), после чего вскоре завершил карьеру.

## Статистика
| Сезон   | Клуб     | Лига        | Чемпионат | Чемпионат |
| Сезон   | Клуб     | Лига        | Игры      | Голы      |
| ------- | -------- | ----------- | --------- | --------- |
| 1993    | Копетдаг | Высшая лига | ?         | ?         |
| 1994    | Копетдаг | Высшая лига | ?         | ?         |
| 1995    | Копетдаг | Высшая лига | ?         | ?         |
| 1996    | Копетдаг | Высшая лига | ?         | ?         |
| 1997/98 | Копетдаг | Высшая лига | ?         | ?         |
| 1998/99 | Копетдаг | Высшая лига | ?         | ?         |
| 2000    | Ниса     | Высшая лига | ?         | ?         |
| 2001    | Ниса     | Высшая лига | ?         | ?         |
| 2002    | Ниса     | Высшая лига | ?         | 1         |

## Достижения
- Многократный чемпион Туркменистана как игрок в составе «Копетдага» (1992—1995, 1998) и в составе Ниса в 2001
- Обладатель Кубка Туркменистана 1993
- Футболист года в Туркменистане (1995)[источник не указан 163 дня]